# Chalcodryidae
Chalcodryidae es una familia de coleópteros polífagos Es originaria de Nueva Zelanda. Se parecen a los escarabajos de sombra (Tenebrionidae). Existen sólo seis especies conocidas, otras dos especies del género Sirrhas fueron trasladadas recientemente a la familia Perimylopidae.

## Géneros
- Chalcodrya
- Philpottia
- Onysius